# Мармарија
Мармарија (грч. Μαρμαριά) је насељено место у општини Паранести у периферији Источна Македонија и Тракија, Грчка. Према попису из 2021. године било је 14 становника.
Мармарија је 1913. године имала 117 житеља Турака. Године 1923. турско становништво је принудно исељено у Турску а на њихово место је насељено око 30 грчких избегличких породица, којих је на попису из 1928. године било 97. Село се раније звало Довлар.